# Disseny d'experiments
El disseny d'experiments o disseny experimental, en anglès: Design of experiments (DOE) o experimental design és el disseny de qualsevol exercici de recollida d'informació on es presenta variació, sigui sota el control total de l'experiment o no. Tanmateix en estadística, aquests termes normalment es fan servir per experiments controlats. Vegeu experiment per la distinció entre els tipus d'experiments o estudis.
En el disseny d'experiments, l'experiment sovint està interessat en l'efecte d'alguns processos o intervencions (el "tractament") sobre alguns objectes (les "unitats experimentals"), les quals poden ser les persones, parts de les persones, grups de persones, plantes, animals, materials, etc. El disseny d'experiments és una disciplina que té moltes aplicacions en les ciències naturals i socials.

## Història
El 1747, quan exercia de cirurgià al vaixell HM Bark Salisbury, James Lind va portar a terme un experiment controlat per tal de guarir l'escorbut. i els homes, dels 12, als quals se'ls va administrar fruits cítrics es van recuperar ràpidament mentre que amb altres tractaments (gotes d'àcid sulfúric, aigua de mar. vinagre, etc.) van suposar només una millora.
Charles S. Peirce en una publicació del 1877 va desenvolupar la teoria de la inferència estadística on n'emfatitzava la importància de l'aleatorietat. Charles S. Peirce aleatòriament va assignar voluntaris en un experiment aleatori a cegues per avaluar la seva capacitat de discriminar pesos.
Els experiments de Peirce inspiraren altres investigadors en psicologia i educació al segle xix.

## Principis del disseny experimental, segons Ronald A. Fisher
Ronald A. Fisher proposà una metodologia en el seu llibre The Design of Experiments (1935). Com un exemple va descriure com provar la hipòtesi que una dona podria distingir només pel gust si s'havia posat primer la llet o el te en una tassa. Encara que sembli una frivolitat permet il·lustrar les idees més importants del disseny experimental: 
Comparació
En molts camps d'estudi és difícil reproduir les mesures dels resultats exactament. La comparació entre tractaments és més reproduïble i normalment és preferible. Sovint es compara entre un control científic estàndard o un tractament tradicional que fa de línia de base.
Aleatorització
Hi ha una gran quantitat de teoria matemàtica sobre aquest tema que proporciona si la mida de la mostra és l'adequada, si el risc associat amb l'aleatorització és calculable etc.
Replicació estadística
Els mesuraments estan subjectes a la variació i la incertesa. Les mesures es repeteixen i els experiments complets es repliquen per ajudar a identificar les fonts de variació i estimar millor els vertaders efectes dels tractaments.
Agrupament estadístic
Agrupar o bloquejar és disposar les unitats experimentals en grups (blocks) consistents en unitats que són similars. Amb això es redueix les fonts conegudes però irrellevants de variació entre les unitats i permet més precisió.
Ortogonalitat

Exemple de disseny factorial ortogonal

L'ortogonalitat afecta les formes de comparació (contrasts) que es poden portar a terme de manera eficient i legítima. Els contrasts es poden representar per vèctors i grups de contrasts ortogonals i no estan correlacionats i són distribuïts independentment si les dades són normals. Per això proporcionen informació diferent.
Experiment factorials
Fan servir experiments factorials en lloc del mètode d'un factor a la vegada. Són eficients per avaluar els efectes de les possibles interaccions de diversos factors independents (variables independents).

## Exemple

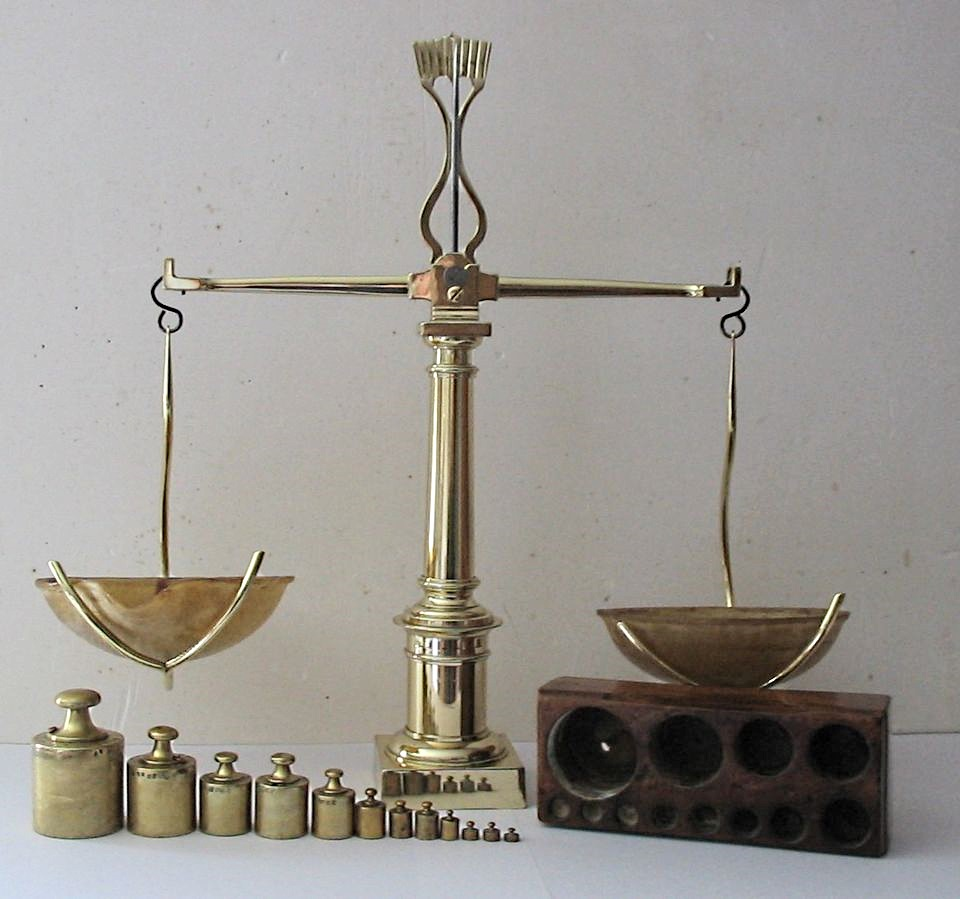
Balances

Aquest exemple s'atribueix a Harold Hotelling.
S'han de mesurar els pes de vuit objectes fen servir una balança de plats (balance pan) i un conjunt de peses estàndard. Cada pesada mesura les diferències de pes entre els objectes posats a l'esquerra del plat contra els pesos calibrats posats a la dreta fins a l'equilibri de la balança. Cada mesurament té errors, però suposem que l'error mitjà és zero, que la desviació estàndard de la distribució de probabilitat dels errors és el mateix nombre σ sobre diferents pesades, i que els errors sobre les diferents pesades són estadísticament independents (tot i que aquestes condicions poden no complir-se a les balances reals). Denoten els autèntics pesos per:
{\displaystyle \theta _{1},\dots ,\theta _{8}.\,}
Es consideren dos experiements diferents:
1. Pesar cada objecte en un plat de la balança, amb l'altre plat buit. Sigui que Xi sigui el pes mesurat de l'objecte iè, per i = 1, ..., 8.
2. Es fan les vuit pesades programades i sigui Yi la diferència mesurada per i = 1, ..., 8:

{\displaystyle {\begin{matrix}&{\mbox{left pan}}&{\mbox{right pan}}\\{\mbox{1st weighing:}}&1\ 2\ 3\ 4\ 5\ 6\ 7\ 8&{\text{(empty)}}\\{\mbox{2nd:}}&1\ 2\ 3\ 8\ &4\ 5\ 6\ 7\\{\mbox{3rd:}}&1\ 4\ 5\ 8\ &2\ 3\ 6\ 7\\{\mbox{4th:}}&1\ 6\ 7\ 8\ &2\ 3\ 4\ 5\\{\mbox{5th:}}&2\ 4\ 6\ 8\ &1\ 3\ 5\ 7\\{\mbox{6th:}}&2\ 5\ 7\ 8\ &1\ 3\ 4\ 6\\{\mbox{7th:}}&3\ 4\ 7\ 8\ &1\ 2\ 5\ 6\\{\mbox{8th:}}&3\ 5\ 6\ 8\ &1\ 2\ 4\ 7\end{matrix}}}
Aleshores el pes estimat θ1 és:
{\displaystyle {\widehat {\theta }}_{1}={\frac {Y_{1}+Y_{2}+Y_{3}+Y_{4}-Y_{5}-Y_{6}-Y_{7}-Y_{8}}{8}}.}
Similars estimacions es poden trobar pels altres pesos. Per exemple:
{\displaystyle {\widehat {\theta }}_{2}={\frac {Y_{1}+Y_{2}-Y_{3}-Y_{4}+Y_{5}+Y_{6}-Y_{7}-Y_{8}}{8}}.}
La pregunta del disseny d'experiment és: quin experiment és millor?
La variança de l'estimada X1 de θ1 és σ² si fem servir el primer experiment. Però si fem servir el segon la variança és σ²/8. Per això el segon experiment dona vuit vegades millor precisió.

## Aplicacions segons la classificació de la indústria
A continuació, es mostren alguns exemples d'aplicacions existents segons el tipus d'indústria.

### Indústries pesants o de base
- Química pesada

Estudi de la composició per a l'elaboració de productes: Estudi dels valors més apropiats per a l'elaboració de compostos químics que requereixin diversos components. Anàlisi de l'efecte de les condicions de l'entorn en l'elaboració del producte com la temperatura ambient, humitat relativa etc.

### Indústries de béns d'equip
- Maquinària

Mesura de la variabilitat dels instruments de mesura: És possible aplicar el disseny d'experiments com a eina per determinar i millorar els índexs de capacitat d'un procés concret recolzant-se en estudis de reproductibilitat i repetitivitat.
Disseny de motors elèctrics: Estudi de les característiques constructives del motor i la seva influència en variables importants com la pèrdua de flux i la constant de velocitat.
Disseny d'elèctrodes: Estudi dels esforços en els elèctrodes en funció de la força d'aplicació i la mida de l'elèctrode.
Disseny d'elements de subjecció: Anàlisi de la influència dels paràmetres geomètrics en la resistència dels reblons.
- Materials de construcció

Estudis de corrosió: Estudis de la influència del temps en la corrosió d'acers de construcció i metalls en general.
Aplicacions a la mecanització: estudi de la variabilitat en els processos de mecanitzat, ajuda a la reducció de peces defectuoses i augment de la capacitat de producció.
- Producció de vehicles industrials

Estudi de processos de soldadura: estudi d'un procés de soldadura, per determinar les variables que influeixen en la resistència de la soldadura.
- Indústria aeronàutica

Optimització del procés d'anoditzat i pintat: optimitzar els processos d'anoditzat i pintat per aconseguir una bona protecció anticorrosió.

### Indústries lleugeres o d'ús i consum
- Farmàcia i química lleugera
- Informàtica i telecomunicacions

Estudi del rendiment d'una xarxa informàtica: Realitzant simulacions és possible quantificar el rendiment i les variables crítiques que fan que la transferència de dades a la xarxa sigui econòmicament rendible.
Millora del rendiment d'un processador: S'utilitza per determinar l'impacte que tenen variables importants com ara la temperatura i les hores d'ús en el rendiment del processador.
Reducció del temps del CPU: L'estudi es basa en l'aplicació del disseny d'experiments per determinar la millor combinació de factors que redueixin el temps de CPU.
Optimització de materials en semiconductors: Estudi de les propietats elèctriques de l'arsenur de gal·li dopat amb silà.
Disseny de filtres passius: s'utilitza el disseny d'experiments per determinar els valors de les toleràncies dels components per optimitzar els circuits.
- Biotecnologia

Operacions en un sistema de fangs actius: optimitzar i entendre les reaccions que es donen en el tractament secundari d'una EDAR, per exemple, els fangs actius.